# Миланово (Софийска област)
Вижте пояснителната страница за други значения на Миланово.
Вижте пояснителната страница за други значения на Осиково.
Миланово е село в Западна България. То се намира в Община Своге, Софийска област.

## География
Село Миланово се намира по искърското дефиле на Стара планина, във Врачанския балкан над Гара Лакатник. Землището му започва от река Искър-при гара Лакатник. Така наречените „Лакатнишки скали“ също попадат в землището на селото. Преди 1945 г. са наричани от месното население "Аржишки камик“, кръстени на близката махала. Хората от съседните села им казвали „Осиковски камик“. Село Миланово (Осиково) граничи с Гара Лакатник, със Заноге, с. Губислав, с. Дружево, с. Горна Бела Речка, с. Горно Озирово, с. Лютаджик, с. Згориград, с. Очиндол и с. Оплетня. Над морското равнище е от 300 м до 1500 м, а самото селище е на 800 м. Общата му площ е 68 000(петдесет хиляди) декара.

## История
Село Миланово се е казвало Осиково преди 1950 г. Възможна хипотеза е, че името идва от дървото осика – трепетлика.
Периодът на преселване и създаване на с. Миланово (Осиково) не е изяснен напълно. Първоначално селото се формира в скрито долинно място, където хората намират по-голяма сигурност от османците, а и климатът е по-благоприятен за живеене. Почти веднага е построена църквата „Рождество Богородично“. Във Врачанския балкан е хайдутствал Вълчан войвода. В книгата „Тайните и революционните комитети из робството ни под турците някои врачански села от 1838 година“ на историка Андрей Цветков смел бунтовник от Осиково е Горан Данколов-Йондето. Други мъстители са Исмо Ружин, Дели Петър и Стамболията.
По време на кърджалийските нападения през 1800 г. подгонен е преминал Врачанския балкан Софроний Врачански. Отсяда при овчарите при Войводин валог, където е нахранен, преоблечен и придружен до преминаването му на р. Искър за манастира „Седемте Престола“. Оттогава и по този случай местността се нарича Войводин валог. През 1876 г. четниците от разбитата Ботева чета са посрещнати от осиковски овчари и козари, нахранили ги и проводили към р. Искър.
По време на османското владичество не е имало случай на заселване на турци. Присъствието им е главно при събиране на данъци. След освобождението на страната Осиково се разраства близо до основния път за Враца и Вършец в местността Гувна, а първоначалното селище се преименува на махала Старо село. Възникват общо 7 махали. През 1920-те години населението на селото достига 3000 души. В същия период работят 2 училища.
Хора от селото взимат участие в Септемврийското въстание. Водач е Симеон Петров Трупльов. След разбиването на въстаниците успява да избяга в Сърбия, но е арестуван брат му Милан Петров Трупльов – овчар, не участвал във въстанието, но за назидание е разстрелян. След 1945 г. Симеон Трупльов се връща в селото и става кмет.
През 1950 г., както много за други села, е взето решение да се промени името на селото. Първото предложение е да бъде наименувано Симеоново – комуниста Симеон Трупльов. Тогава самият Симеон казва, че не е редно да се наименува на жив човек. За ново име избират Миланово. Както е записано в историята на селото от 1973 г., „по предложение на Отечественофронтовския актив и при тържествено събрание село Осиково бе преименувано през 1950 г. на село Миланово на името на загиналия въстаник през 1923 г. Милан Петров Трупльов“.

## Културни и природни забележителности
- Църква „Рождество на Пресвета Богородица“ в махала „Старото село“, вероятно построена през 1492 г.

Еднокорабна, едноапсидна църква с полуцилиндричен свод и проскомидийна ниша. Пласт стенописи, които по стилови особености се датират от XVI век. По късно стенописите са покрити с мазилка и сега са запазени частично.
Там могат да се видят стари къщи къщи от дърво и кал с покриви от каменни плочи. Къща от този тип има и в центъра на селото (Топалийската), огромна е колкото половината на царския дворец в София. Къщата е изоставена и е застрашена от срутване.
Известните скали „Осиковскио камик“ – така наречените „Лакатнишки скали“. Там има еко пътека от много години. Места за катерене както и алпинска къщичка която се вижда от гара Лакатник. За любителите на пещерите, там е „Темната дупка“, „Ръжишката пещера“.
Хижа „Пършевица“ както мандрата в която се правят известните на всички българи кисели млека, сирене и кашкавал.
Ски-пистата „Пършевица“ също е там. 
Местността „Градището“ е крепост от римско време. Намира се при вливането на р. Пребойница в р. Искър над гара Лакатник. За нея съществуват предания че когато българите завладявали тези места тя останала не превзета петдесет години. Тогава някаква баба казала да хранят кон със зоб два дни без да го поят. Тогава конят намерил от къде минава водата за крепостта и започнал да рови с копито.

## Редовни събития
- Съборът на селото е на 24 май
- През август месец е курбанът при старата църква „Рождество на Пресвета Богородично“
- На 20 декември се чества годишнина от създаването на читалище „Пробуда“
- Годишни чествания от Септемрийското въстание.
- На 8 септември празник на новата черква в селото.

## Снимки
- Кметството на село Миланово
- 1928 г.-Участници в театрален спектакъл при читалище „Пробуда“
- Топалийската къща
- Топонимията на Лакатнишки скали